# 1月29日 (旧暦)
旧暦1月29日は旧暦1月の29日目である。年によっては1月の最終日となる。六曜は大安である。

## できごと
- 長和5年（ユリウス暦1016年3月10日） - 三条天皇が敦成親王（後一条天皇）に譲位。藤原道長が摂政に就任
- 天承元年（ユリウス暦1131年2月28日） - 日照りなどにより大治から天承に改元
- 建武元年（ユリウス暦1334年3月5日） - 元弘から建武に改元
- 寛永11年（グレゴリオ暦1634年2月26日） - 江戸幕府が大名火消を設置
- 明治5年（グレゴリオ暦1872年3月8日） - 明治政府が近代最初の人口調査を実施。総人口3311万人

## 誕生日
- 承徳元年（閏1月）（ユリウス暦1097年3月15日） - 藤原忠通、摂政・関白（+ 1164年）
- 永仁元年（ユリウス暦1293年3月8日） - 北畠親房、公卿（+ 1354年）
- 寛文9年（グレゴリオ暦1669年3月1日） - 松平正容、会津藩主（+ 1731年）
- 安政2年（グレゴリオ暦1855年3月17日） - 菊地大麓、数学者（+ 1917年）

## 忌日
- 応安7年/文中3年（ユリウス暦1374年3月12日） - 後光厳天皇、北朝4代天皇（* 1338年）

## 記念日・年中行事
- 晦日正月（1月最終日の場合）